# Mohámmed ash-Sheij
Mohámmed ash-Sheij (en inglés: Mohammed ash-Sheikh), cuyo nombre completo era Mawlay (Mulay) Mohámmed ash-Sheij ash-Sharif al-Hassani ad-Drawi at-Tagmaderti (1490/1491 – 23 de octubre de 1557) fue el primer sultán de la dinastía saadí que gobernó en Marruecos desde 1544 hasta su muerte en 1557. "Ad-Drawi at-Tagmadert" significa: el hombre del (valle del río) Draa, de Tagmadert. Expulsó a los portugueses de la mayor parte de sus asentamientos atlánticos en Marruecos. También eliminó a los wattásidas y resistió a los otomanos, estableciendo de este modo un gobierno único sobre gran parte del territorio del actual Marruecos.

## Origen
Era el segundo hijo del sultán Abu Abdallah al-Qaim, fundador de la dinastía saadí y hermano de Áhmad al-Araŷ. Los dos hermanos recibieron una buena educación religiosa y literaria e hicieron la peregrinación a La Meca alrededor del año 1506. Alrededor de 1510 su padre encargó a Áhmad el gobierno de Sus-Masa-Draa y dejó a Mohámmed a su lado.

## Guerra contra los portugueses
Después de la muerte de su padre en 1517, junto a su hermano, comandó la guerra de los saadíes contra los portugueses. Conquistaron Marrakech en 1524.
Áhmad al-Araŷ, se convirtió en emir de Marrakech, prestando sometimiento al sultán wattásida de Fez, mientras que Mohámmed ash-Sheij se mantuvo como gobernante de Tarudant.
En 1527, el tratado de Tadla fue aprobado entre los saadianos y los wattásidas, luego de la derrota wattásida en la batalla de Wadi al-Abid. Ambas dinastías acordaron su dominio en sus territorios respectivos, separados por Tadla.
Después de 1536, el poder de al-Araŷ se incrementó y los hermanos entraron en conflicto entre sí. Ámad al-Araŷ se había aliado en efecto con los wattásidas liderados el monarca Ali Abu Hassun (1524–54). Mohámmed ash-Sheij pudo mantener su posición en el sur de Marruecos y conquistó Agadir en 1541 y otras ciudades costeras, expulsando a los portugueses. Después de la pérdida de Agadir, los portugueses inmediatamente evacuaron a Azamor (1513–41) y Safí (1488–1541).
Finalmente, el hermano Áhmad al-Araŷ huyó a Tafilálet.

## Guerra contra los wattásidas y los otomanos
Después de reorganizar su ejército según el ejemplo otomano, logró conquistar Fez en 1549, causando la caída de los wattásidas. En la conquista de Fez, utilizó nuevamente la artillería europea, que también había utilizada en la caída de Agadir en 1541. Luego proporcionó un ejército a su hijo, quien pudo conquistar Tlemcén en 1549, y expulsar al sultán zayyánida de Tlemcén.
Después de la caída de Fez, Alcazarquivir y Arcila, los portugueses fueron expulsados en 1550. Finalmente, solo Ceuta (1415–1640), Tánger (1471–1661) y Mazagán (1502–1769) permanecieron en manos portuguesas.
Con la ayuda de los otomanos, los wattásidas liderados por Ali Abu Hassun pudieron conquistar Fez una vez más a principios de 1554, pero esa conquista duró poco, y Mohámmed ash-Sheij pudo vencer a los últimos wattásidas en la batalla de Tadla, y recapturar la ciudad de Fez en septiembre de 1554. Durante el fracasado asedio otomano de la ciudad española de Orán en el verano de 1556, ash-Sheij, aliado con los españoles, logró capturar Tlemcén a los otomanos. Con la victoria final de los Saadíes y la muerte de Ali Abu Hassun en 1554, se decidió la guerra.

## Muerte
Mohámmed ash-Sheij fue asesinado en 1557 por soldados otomanos que se habían infiltrado en su ejército como desertores, siguiendo las instrucciones de Hasan Pasha, hijo de Jeireddín Barbarroja, cuando preparaba una alianza con España. Fue enterrado en las tumbas saadíes en Marrakech. Fue sucedido por su hijo Abdallah al-Ghalib.

## Familia

### Consortes
- mujer de nombre desconocido, madre de Abdallah al-Ghalib y de Abdel Mumin;
- Lalla Messaouda (¿? - ¿?), madre de Abumarwán Abdelmálik I y de Áhmad al-Mansur.

### Hijos
Tuvo, al menos, cuatro hijos conocidos (tres de ellos futuros sultanes):
- Abdallah al-Ghalib (1517-1574), sucesor de su padre;
- Abdel Mumin (¿? - ¿?);
- Abu Marwan Abd al-Malik I (1541-1578), muerto en la batalla de Alcazarquivir;
- Ahmad al-Mansur (1549-1603).